# 1998년 수오네뇨키 열차 충돌사고
1998년 수오네뇨키 열차 충돌사고는 핀란드 수오네뇨키 역 남쪽에서 인터시티 열차와 화물 열차가 충돌한 사고이다. 총 26명이 다쳤고, 그중 1명은 부상 정도가 심했다. 화물 열차 기관차의 후부는 사고로 인해서 들어올려졌다. 인터시티 열차는 6량, 화물 열차는 41량이었다.

## 사고 상황
이살미에서 코우볼라 경유 헬싱키 방면으로 가고 있었던 인터시티 제 72 열차는 수오네뇨키 역에서 북쪽으로 20km 떨어진 아이락셀라에서 화물 제 2051 열차와 교행할 예정이었다. 사고가 일어난 날 화물 열차는 30분 지연 운행 중이었고, 수오네뇨키 역에서는 인터시티 열차를 본선에 정차시킨 다음 화물 열차를 부본선으로 통과시키려고 하였다. 이로 인하여 인터시티 열차는 3분 지연 운행할 예정이었다.
인터시티 열차는 이를 모른 채 역을 예정대로 오전 5시 57분 1초에 출발했으며, 신호기의 정지 신호를 무시하고 통과하였다. 마주오는 열차를 확인한 두 열차의 기관사는 비상 제동을 체결하였다. 당시 제 72 열차는 시속 71km, 제 2051 열차는 시속 27km로 운행하고 있었다. 충돌을 피할 수 없게 되자 두 열차의 기관사는 운전실 문을 열고 뛰어내려서 사망하지는 않았다. 충돌 당시 속도는 72 열차 44km/h, 2051 열차 25km/h였다.
관제실에서 상황을 파악한 후 무전으로 기관사를 호출했으나, 기관사는 이미 뛰어내리고 열차는 충돌한 후였으므로 응답을 들을 수 없었다. 인터시티 열차는 속도가 빨랐고, 화물 열차는 무거웠기 때문에 화물열차 쪽은 비상 제동이 효과가 없었고, 충돌 자체도 피해가 컸다. 인터시티 열차는 전 편성이 4m 뒤로 밀려났고, 화물 열차 쪽의 기관차는 첫 화차와 연결기가 끊기고 후부가 들어올려져서 전차선을 끊었다. 이외의 탈선 피해는 없었다.

## 원인
사고의 직접적인 원인은 인터시티 열차 기관사의 정지 신호 무시였다. 화물 열차가 평소에는 먼저 지나가기 때문에 주 신호기를 진행으로 착각하였고, 발차 지시를 받았기 때문에 주 신호가 정지일 줄 예상하지 못했다. 인터시티 열차 기관사 역시 초 단위로 시간을 지켜야 한다는 생각 때문에 성급하게 발차하였다. 아침 햇살 때문에 신호기를 제대로 보기도 힘들었다.
인터시티 열차 기관사는 연동 장치 이상으로 신호를 잘못 보았다고 주장하였으나, 연동 장치는 이상이 없었다.